# Yepoella crassistyli
Yepoella crassistyli är en spindelart som beskrevs av Galiano 1970. Yepoella crassistyli ingår i släktet Yepoella och familjen hoppspindlar. Inga underarter finns listade i Catalogue of Life.